# Нижня Горца
Нижня Го́рца (рос. Нижняя Горца) — присілок у складі Юр'янського району Кіровської області, Росія. Входить до складу Загарського сільського поселення.
Населення становить 3 особи (2010).